# Vencedores do Prêmio Brasil Olímpico de 2012
O Prêmio Brasil Olímpico de 2012 foi mais uma cerimônia anual promovida pelo Comitê Olímpico Brasileiro (COB) para homenagear os melhores atletas do ano. A escolha dos melhores em cada uma das 43 modalidades e a definição dos três indicados em cada categoria, masculina e feminina, foi feita por um júri composto por jornalistas, dirigentes, ex-atletas e personalidades do esporte. A escolha para o Troféu Melhor do Ano no Esporte é feita por este mesmo júri e pelo voto popular, através da Internet. Os vencedores foram anunciados durante a festa do Prêmio Brasil Olímpico, no dia 18 de dezembro, no Teatro do MAM, no Rio de Janeiro. A cerimônia teve como mote os Jogos Olímpicos, tanto os recém-terminados em Londres quanto os vindouros no Rio. Os vencedores de atletas do ano foram os campeões olímpicos Arthur Zanetti, da ginástica artística, e Sheilla Castro, do vôlei.
Além dessas categorias, o Prêmio Brasil Olímpico 2012 premiou o melhor técnico individual e coletivo, os melhores atletas paraolímpicos, o melhor técnico paraolímpico e melhores atletas escolares e universitários. Ainda foram oferecidos o Troféu Adhemar Ferreira da Silva e o Troféu COI “Esporte – Inspirando Jovens” e o Troféu Personalidade Olímpica.

## Vencedores por modalidade
Foram premiados atletas de 43 modalidades:
| - Atletismo: Marilson dos Santos - Badminton: Daniel Vasconcellos Paiola - Basquetebol: Marcelinho Huertas - Boxe: Esquiva Falcão - Canoagem Slalom: Ana Sátila - Canoagem Velocidade: Erlon Silva e Ronilson Oliveira - Ciclismo BMX: Squel Stein - Ciclismo Estrada: Magno Nazareth - Ciclismo Mountain Bike: Rubens Donizete - Ciclismo pista: Gabriel Yumi - Esporte na Neve: Jaqueline Mourão - Esporte no Gelo: Luiz Fernando Manella - Esgrima: Renzo Agresta - Esqui Aquático: Marcelo Giardi - Futebol: Neymar - Ginástica Artística: Arthur Zanetti - Ginástica Rítmica: Natália Gaudio - Ginástica Trampolim: Carlos Pala - Golfe: Alexandre Rocha - Handebol: Duda Amorim - Hipismo Adestramento: Luiza Almeida - Hipismo CCE: Ruy Fonseca - Hipismo Saltos: Álvaro de Miranda Neto | - Hóquei sobre Grama: Matheus Ferreira - Judô: Sarah Menezes - Levantamento de Peso: Jaqueline Ferreira - Lutas: Joice Silva - Maratona aquática: Ana Marcela Cunha - Natação: Thiago Pereira - Natação Sincronizada: Nayara Figueira - Patinação Artística: Marcel Stürmer - Pentatlo Moderno: Yane Marques - Pólo Aquático: Gustavo Guimarães - Remo: Fabiana Beltrame - Rugby 7: Paula Ishibashi - Saltos ornamentais: César Castro - Taekwondo: Diogo Silva - Tênis: Bruno Soares - Tênis de Mesa: Caroline Kumahara - Tiro com Arco: Daniel Xavier - Tiro Esportivo: Roberto Schmits - Triatlo: Pamela Oliveira - Vela: Bruno Prada e Robert Scheidt (Classe Star) - Voleibol: Sheilla Castro - Voleibol de Praia: Alison Cerutti e Emanuel Rego |

### Outros vencedores
- Melhor técnico individual: Marcos Goto (Arthur Zanetti)
- Melhor técnico individual: José Roberto Guimarães (seleção de voleibol feminina)
- Troféu Adhemar Ferreira da Silva: Hortência Marcari
- Troféu COI – Esporte e Desenvolvimento Sustentável: Projeto MiniAtletismo recebeu o
- Melhores Atletas das Olimpíadas Escolares.: Felipe Souza (natação), Mayara SIñeriz (ginástica rítmica) - 12 a 14 anos; Matheus Santana (natação) e Camila Nogueira (judô) - 15 a 17 anos
- Melhores Atletas Universitários: Henrique Martins (natação) e Gilailce Trigueiro de Assis (atletismo)